# Hybosorus ruficornis
Hybosorus ruficornis là một loài bọ cánh cứng trong họ Hybosoridae. Loài này được Boheman miêu tả khoa học năm 1857.